# Ari Stidham
Ari Stidham (Westlake Village, 22 agosto 1992) è un attore, cantante e compositore statunitense, noto per il ruolo di Sylvester Dodd nella serie televisiva Scorpion.

## Biografia
Figlio di genitori ebrei, sefardita il padre e askenazita la madre, i suoi nonni materni sono russi, mentre quelli paterni vengono dal Marocco e dagli Stati Uniti.
Amante della recitazione fin da bambino, i suoi genitori lo spronarono a fare dello sport, ma lui era più interessato alla musica e al teatro. Diplomato nel prestigioso American Conservatory Theater, suona il pianoforte dall'età di quattro anni. Suona anche la chitarra e la tromba. Nel mondo della musica è conosciuto sotto il nome di DrTelevision o DRTV.

## Filmografia
- Jack's Box, regia di Tyler Holtman – corto (2009)
- Election Day, regia di Zach Wechter (2010)
- The Green Family Elbow, regia di Zach Green – corto (2010)
- Anyplace, regia di Tyler Holtman – corto (2011)
- Talon's Rant, regia di Zach Green (2011)
- Kidnap Party, regia di Joseph Carnegie – corto (2012)
- The Meme, regia di Paul Michael Garcia – corto (2016)

## Televisione
- Huge - Amici extralarge (Huge) – serie TV, 10 episodi (2010)
- Glee – serie TV, episodio 2x14 (2011)
- Mike & Molly – serie TV, episodio 3x16 (2013)
- The Crazy Ones – serie TV, episodi 1x02-1x11 (2013)
- Scorpion – serie TV, 93 episodi (2014-2018)
- Con Man – serie TV, episodi 1x01-1x02-1x04 (2015-2016)
- Insecure – serie TV, episodi 1x07-2x06 (2017)